# Arrondissement de Novi
L'arrondissement de Novi est un ancien arrondissement du département de Gênes, créé dans le cadre de la nouvelle organisation administrative mise en place par Napoléon Ier en Italie.

## Composition
L'arrondissement de Novi comprenait les cantons de Gavi, Novi, Ovada, Rotchetta Ronco, Savignone et Serravalle.
Il fut supprimé en 1814, immédiatement après la chute de l'Empire.

## Liens
L'ALMANACH IMPÉRIAL POUR L'ANNÉE 1810 sur The Napoleon Series